# Pennisetum laxius
Pennisetum laxius är en gräsart som först beskrevs av Clayton, och fick sitt nu gällande namn av Clayton. Pennisetum laxius ingår i släktet borstgräs, och familjen gräs. Inga underarter finns listade i Catalogue of Life.